# Лоун Оук (Тенеси)
Лоун Оук (енгл. Lone Oak) насељено је место без административног статуса у америчкој савезној држави Тенеси.

## Демографија
По попису из 2010. године број становника је 1.206.
| Група             | 2000.    | 2010.         |
| Белци             | 0 (0,0%) | 1.183 (98,1%) |
| Афроамериканци    | 0 (0,0%) | 0 (0,0%)      |
| Азијати           | 0 (0,0%) | 2 (0,2%)      |
| Хиспаноамериканци | 0 (0,0%) | 10 (0,8%)     |
| Укупно            | 0        | 1.206         |